# Duatentopete
Duatentopete ou Tentopete foi rainha do Antigo Egito da XX dinastia e principal esposa do faraó Ramessés IV (r. 1153–1147 a.C.). Foi sepultada na tumba QV74 do Vale das Rainhas de Tebas. Em sua tumba é descrita como filha, consorte e mãe de reis, razão pela qual sua genealogia foi reconstruída como sendo filha de Ramessés III (r. 1184–1153 a.C.), logo irmã de seu marido, e mãe de Ramessés V (r. 1147–1143 a.C.). Um reforço à associação é a identificação da rainha com a adoratrix Tentopete que aparece em inscrições no templo de Carnaque erigido por Ramessés III/IV.